# Sostro
Sostro ist der Stadtbezirk 12 der slowenischen Hauptstadt Ljubljana. Er ist nach dem ehemaligen Dorf Sostro benannt, das 1982 in die Stadt Ljubljana eingemeindet wurde.

## Lage
Der Bezirk Sostro ist mit etwa einem Drittel der Gesamtfläche der Stadtgemeinde Ljubljana. Der flächenmäßig größte Bezirk liegt im östlichen und südöstlichen Teil von Ljubljana, begrenzt von den Stadtbezirken Polje im Norden und Golovec im Westen.
Das Sostro-Gebiet ist weitgehend bewaldet und wird aus diesem Grund als „grüne Lunge von Ljubljana“ bezeichnet.

## Siedlungen und Dörfer
Der Bezirk umfasst die folgenden, heute in die Stadt eingemeindeten Vorstadtsiedlungen und ehemaligen Dörfer: Sostro, Dobrunje, Zadvor Zavoglje, Pod Ježo, Na Trnjavi, Križavka, Žabja vas und Betežica. Außerdem die von der Stadt unabhängigen, aber zur Stadtgemeinde Ljubljana zählenden Dörfer und Weiler: Sadinja vas, Češnjica, Zagradišče, Podmolnik, Podlipoglav, Veliki und Mali Lipoglav, Šentpavel, Repče, Brezje pri Lipoglavu, Besnica, Vnajnarje, Volavlje, Prežganje, Veliko und Malo Trebeljevo, Mali Vrh pri Prežganju, Javor, Pance, Selo pri Pancah, Janče, Tuji Grm, Dolgo Brdo und Ravno Brdo.  

## Geschichte der Ortschaft Sostro
Die Ortschaft Sostro (historischer deutscher Name: Sostru) wurde erstmals 1342 als ze Oster und Soster in schriftlichen Quellen bezeugt. Der Name bezieht sich wahrscheinlich auf die nahe gelegene, mittelalterliche Burg Osterberg (slowenisch: Grad Ostri vrh oder Grad Sostro) oberhalb des Zusammenflusses von Save und Ljubljanica.

## Kirche St. Leonhard

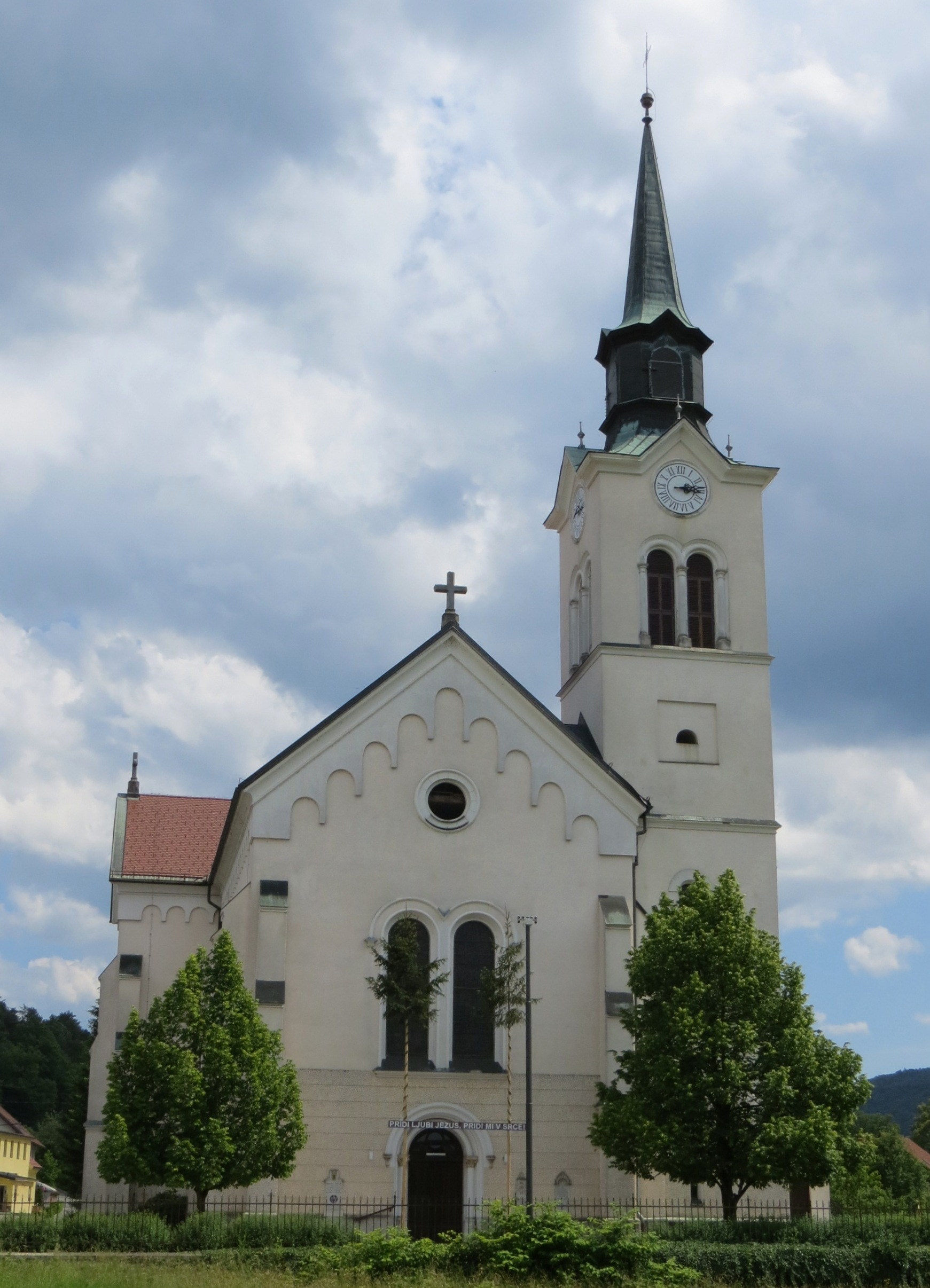
St. Leonard Kirche, Sostro

Bereits im 14. Jahrhundert wurde in schriftlichen Quellen eine St. Leonard (slowenisch: sveti Lenart) geweihte Kirche erwähnt. Die alte Kirche wurde zerstört, nachdem sie bei dem Erdbeben von 1895 beschädigt worden war. 1898 wurde etwas weiter südlich eine neue Kirche im neoromanischen Stil errichtet. Aus der alten Kirche erhaltene Einrichtungsgegenstände umfassen ein Gemälde der Heiligen Elisabeth von Valentin Metzinger (1699–1759) aus dem Jahr 1750, ein Gemälde des Heiligen Florian von Josip Egartner und ein Gemälde des Heiligen Leonhard von Janez Wolf (1825–1884). Die von Stane Kregar (1905–1973) entworfenen Buntglasfenster wurden 1968 installiert. Sostro wurde 1753 zum Vikariat erhoben und später zur Pfarrei erhoben.